# Експеримент (фільм, 2010)
«Експериме́нт» (англ. The Experiment) — фільм американського 2010 року режисера Пола Шойринга, друга екранізація роману «Black Box» Маріо Джордано (Mario Giordano) і водночас рімейк на німецький фільм 2001 року.
Сюжет фільму базується на реальних подіях Стенфордського тюремного експерименту.

## Сюжет
Для участі в психологічному експерименті обрані 26 добровольців на ролі «охоронців» і «ув'язнених», за підсумками якого кожен учасник повинен отримати 14000 доларів через 2 тижні. Групу привозять в ізольовану будівлю, що буде використовуватися в ролі в'язниці під наглядом відповідального доктора (Фішер Стівенс). За основними правилами в'язні повинні з'їдати всю запропоновану їжу, ув'язнені не можуть чіпати охоронців, і охоронці є головними. Якщо охоронці не карають ув'язнених за порушення правил, загоряється червона лампочка, й експеримент закінчується. Будівля знаходиться під постійним наглядом, і якщо будь-ким використовується надмірна сила, експеримент також повинен закінчитися.
Тревіс (Едріен Броуді) ділить свою камеру з автором «графічного роману» на ім'я Бенджі (Етан Кон), страждаючим від цукрового діабету. Тим часом Барріс (Форест Вітакер), у звичайному житті простак-невдаха, несподівано проявляє ініціативу і бере на себе управління над охоронцями, стаючи справжнім садистським лідером. Коли Тревіс намагається зажадати справедливого проведення експерименту, Барріс наказує помічникам зв'язати його і голить йому голову, а потім знущається над ним з більшістю інших охоронців. Але експеримент не переривають, Барріс та інші охоронці припускають, що у них є повний контроль над ув'язненими. Один з охоронців хоче допомогти Бенджі і намагається таємно пронести в його камеру інсулін. Баррис тут же додає колишнього охоронця до числа ув'язнених, перед цим наказавши його побити.
Одного ранку Тревіс підходить до однієї з камер відеоспостереження і просить припинити жахливий експеримент, потім у сварці Барріс вбиває Бенджі. Охоронці кидають Тревіса в невелику шахту, нападають на ув'язнених і приковують їх наручниками до ґрат. Тревіс все-таки вибирається, нападає на охорону і допомагає звільнитися іншим ув'язненим. Переповнені жагою помсти, колишні ув'язнені люто переслідують охорону і б'ють своїх мучителів. Тільки в цей момент сирена сигналізує, що експеримент закінчено. Незабаром по новинах передають, що доктора-організатора експерименту судитимуть за ненавмисне вбивство. Всі постраждалі, включаючи Тревіса, готові дати свідчення. У фінальній сцені Тревіс зустрічає свою подругу (Меггі Грейс), історія закінчується.

## Ролі
- Едрієн Броді — Тревіс
- Форест Вітакер — Майкл Барріс
- Кем Жіганде — Чейз
- Кліфтон Коллінз — Нікс
- Фішер Стівенс — Ачалетта
- Меггі Грейс — Бей
- Ітан Кон — Бенджі
- Тревіс Фіммел — Хельвег
- Рейчел О'Міра — адміністратор

## Виробництво
Елайджа Вуд був спочатку обраний на роль, але відмовився після кількох днів зйомок.
Спочатку зроблений для кінотеатрів, фільм вийшов на DVD в США і в більшості інших країн.